# Necrópolis de La Dehesa
La necrópolis de La Dehesa es una necrópolis romana del período altoimperial situada en el núcleo de La Dehesa, municipio de Minas de Riotinto (Huelva). En la actualidad se encuentra conservada de forma parcial, ya que una parte de su recinto original se vio cercenado y destruido por las actividades mineras.

## Historia
En la zona de la cuenca minera de Riotinto-Nerva se han logrado identificar varias necrópolis de época romana, siendo la de La Dehesa una de las más importantes. Los trabajos arqueológicos han permitido catalogar unas 290 tumbas, de las cuales se han podido excavar un centenar. La mayoría de ellas se trataban de cremaciones depositadas en tumbas excavadas en roca, con unas dimensiones de medio metro de lado. Destaca el hecho de que muchas de las tumbas estaban indicadas sobre el terreno mediante cupae. La cronología de esta necrópolis se sitúa en torno a los siglos I y II, coincidiendo con el denominado período altoimperial. La instalación en época contemporánea de una planta industrial para la extracción de oro supuso la destrucción de parte del recinto funerario.